# Waltringen
Waltringen ist ein Ortsteil der Gemeinde Ense im Kreis Soest. Das Dorf ist der westlichste Ortsteil der Gemeinde.

## Geographie
Waltringen liegt mittelgebirgisch an dem nordöstlichen Bogen der Ruhr. Der Haarstrang ist teilweise Bestandteil des Ortes, das nördliche Hochsauerland ist Bestandteil der heimischen Flora.

## Geschichte
Erstmals urkundlich erwähnt wird der Ort im 12. Jahrhundert in einem Heberegister des Klosters Werden. Elo tho Waltarichuson wird in diesem Dokument als einer der Abgabenpflichtigen genannt. Waltarichusen ist wohl sächsischen Ursprungs und bedeutet so viel wie zu den Häusern des Walter. Diese Hufe des Elo gehörte bis zur Aufhebung im 19. Jahrhundert zum Kloster Werden. Der Hof ist der älteste der Gemeinde Ense.
Der in Werl amtierende Richter Volkmar von Walterinckhusen ist im Ort geboren. Er siegelte seine Urkunden von 1463 bis 1482 mit einer Rose mit zwei Blättern.
Im Verlauf der Soester Fehde wurde 1447 Wickede gebrandschatzt, da Waltringen am Wegesrand lag, wurde auch hier geplündert und verbrannt. Am 2. März 1583 töteten truchsessische Ritter in der Schlacht an der Waterlappe über 600 Bauern der Umgebung, die am alten Glauben festhielten. Von 1607 bis 1617 wurde der Ort von spanischen und holländischen Freibeutern heimgesucht. Plündernd durchzogen fremde Truppen in den Jahren 1670, 1760 und 1814 die Gegend.

### Zweiter Weltkrieg
Zum Ende des Krieges, am 10. April 1945, wurde die Dorfmitte des Ortes ab 18.00 Uhr von den amerikanischen Truppen von Wickede aus mit Artillerie beschossen.

### Heutige Situation
Im Zuge der kommunalen Neuordnung am 1. Juli 1969 wurde Waltringen ein Bestandteil der Gemeinde Ense. Zusammen mit den ehemaligen selbständigen Orten Bilme, Bittingen, Bremen, Gerlingen, Höingen, Hünningen, Lüttringen, Niederense, Oberense, Parsit, Ruhne, Sieveringen und Volbringen bildete sie die neue Gemeinde. Eine schnelle Verkehrsanbindung ist zur A 44 in ca. zwei Minuten gegeben. Der Flughafen Paderborn/Lippstadt und der Flughafen Dortmund sind in weniger als einer Stunde erreichbar.

## Persönlichkeiten
- Ingrid Becker (1943–2004), Kunsterzieherin, Malerin und Zeichnerin